# Dívka ze země Venku
Dívka ze země Venku (japonsky とつくにの少女, Tocukuni no šódžo), s podtitulem Siúil, a Rún v odkazu na irskou lidovou píseň Siúil, a Rún, je japonská manga, kterou napsal a ilustroval Nagabe. Vycházela od září 2015 do března 2021 v časopise Gekkan Comic Garden a byla sesbírána do 11 svazků tankóbon. V září 2019 bylo spolu s 8. svazkem vydáno 10minutové OVA produkované studiem Wit. V březnu 2022 bylo spolu s bonusovým svazkem mangy vydáno druhé OVA, rovněž v produkci studia Wit. V Česku je manga vydávána od 18. května 2022.

## Děj
Dějištěm mangy je svět rozdělený na zemi Uvnitř, krajinu světla obývanou lidmi, a zemi Venku, temnou krajinu obývanou bytostmi, které dokáží dotekem uvrhovat kletby. Bytosti ze země Venku jsou lidmi zabíjeny, a lidé postižení kletbou popravováni. Hlavní hrdinka, malá dívka Šiva, která je podezírána z prokletí, je svou tetou zanechána v lese Vnějšího světa. Zde se setkává s přátelským tvorem, kterému začne říkat Pan učitel. Jejich přátelství se rozvíjí na pozadí světa rozděleného konfliktem mezi světlem a temnotou.

## Postavy
- Pan učitel (せんせい, Sensei)

Dabing: Džun Fukujama
- Šiva (シーヴァ, Šíva)

Dabing: Rie Takahaši

## Média

### Manga
Mangu Tocukuni no šódžo napsal a ilustroval Nagabe. Vydávána byla mezi 6. zářím 2015 a 5. březnem 2021 v šónen časopise Gekkan Comic Garden nakladatelství Mag Garden. Byla sesbírána do 11 svazků tankóbon, vydávaných mezi 10. březnem 2016 a 9. dubnem 2021 pod obchodní značkou Blade Comics nakladatelství Mag Garden. Dne 10. března 2022 bude vydán bonusový svazek.
V České republice byl první svazek vydán 18. května 2022 společností Knihy Dobrovský pod nakladatelskou značkou GATE. V Severní Americe byla manga licencována nakladatelstvím Seven Seas Entertainment, ve Francii nakladatelstvím Komikku Éditions, v Itálii nakladatelstvím J-Pop, ve Španělsku nakladatelstvím ECC Cómics, v Brazílii nakladatelstvím DarkSide Books a v Rusku nakladatelstvím Istari Comics.

#### Seznam svazků
| Č.    | Původní datum vydání | Původní ISBN                                           | České datum vydání | České ISBN        |
| ----- | -------------------- | ------------------------------------------------------ | ------------------ | ----------------- |
| 1     | 10. března 2016      | 978-4-8000-0545-8                                      | 18. května 2022    | 978-80-277-1144-4 |
| 2     | 10. září 2016        | 978-4-8000-0612-7                                      | 15. června 2022    | 978-80-277-1145-1 |
| 3     | 10. dubna 2017       | 978-4-8000-0671-4                                      | 13. července 2022  | 978-80-277-1146-8 |
| 4     | 10. října 2017       | 978-4-8000-0720-9 (limitovaná edice 978-4-8000-0712-4) | 10. srpna 2022     | 978-80-277-1147-5 |
| 5     | 10. dubna 2018       | 978-4-8000-0757-5 (limitovaná edice 978-4-8000-0746-9) | 14. září 2022      | 978-80-277-1148-2 |
| 6     | 10. října 2018       | 978-4-8000-0801-5                                      | 12. října 2022     | 978-80-277-1149-9 |
| 7     | 9. března 2019       | 978-4-8000-0836-7 (limitovaná edice 978-4-8000-0811-4) | 16. listopadu 2022 | 978-80-277-2040-8 |
| 8     | 10. září 2019        | 978-4-8000-0891-6 (limitovaná edice 978-4-8000-0851-0) | 14. prosince 2022  | 978-80-277-2041-5 |
| 9     | 10. března 2020      | 978-4-8000-0946-3                                      | 18. ledna 2023     | 978-80-277-2042-2 |
| 10    | 10. září 2020        | 978-4-8000-1011-7                                      | 15. února 2023     | 978-80-277-2043-9 |
| 11    | 9. dubna 2021        | 978-4-8000-1065-0                                      | 15. března 2023    | 978-80-277-2044-6 |
| Bonus | 10. března 2022      | 978-4-8000-1097-1                                      | —                  | —                 |

### Anime
Dne 10. září 2019 bylo v japonsku vydáno 10minutové OVA v produkci studia Wit a v režii Jútaróa Kuboa a Satomi Maiji. „Při jeho tvorbě byla použita experimentální výrazová technika,“ uvedli tvůrci. Krátký film měl premiéru 1. srpna 2019 na Mezinárodním filmovém festivalu Fantasia v kanadském Montréalu. Dne 12. října 2019 byl promítán na Filmovém festivalu Scotland Loves Anime ve skotském Glasgow. V prosinci 2020 byl ke zhlédnutí na internetu v rámci Japonského filmového festivalu a on-line filmového festivalu JFF Plus. V témže roce se zúčastnil on-line soutěže o nejlepší film/video pro mladé diváctvo na Ottawském mezinárodním festivalu animace.
Dne 5. března 2021 oznámilo studio Wit druhé OVA, které bylo vydáno 10. března 2022 spolu s bonusovým svazkem mangy. Oficiální trailer k druhému OVA byl zveřejněn 19. listopadu 2021 na YouTube s anglickými titulky. Tvůrčí štáb zůstal v původním složení. Finanční prostředky potřebné pro uskutečnění projektu byly vybírány mezi 10. březnem a 9. květnem 2021 pomocí Kickstarteru. Počáteční částka 3 milionů jenů byla vybrána během prvního dne. Celkem bylo vybráno přes 20 milionů jenů, čímž byl splněn nejvyšší cíl a zároveň vytěženy prostředky na tvorbu bonusové krátké animace, jejíž vydání bylo naplánováno na 10. května 2022.

## Přijetí
Manga Dívka ze země Venku byla v roce 2018 na 45. ročníku Mezinárodního komiksového festivalu v Angoulême nominována na cenu za nejlepší komiks. Ve stejném roce byl první svazek zařazen na seznam Great Graphic Novels for Teens vydávaný organizací YALSA, divizí Asociace amerických knihoven. Třetí, čtvrtý a pátý svazek byly na stejný seznam zařazeny v roce 2019.